# Actinotia laetior
Actinotia laetior är en fjärilsart som beskrevs av W. Warren 1910. Actinotia laetior ingår i släktet Actinotia och familjen nattflyn. Inga underarter finns listade i Catalogue of Life.